# Oedothorax latitibialis
Oedothorax latitibialis là một loài nhện trong họ Linyphiidae.
Loài này thuộc chi Oedothorax. Oedothorax latitibialis được Robert Bosmans miêu tả năm 1988.